# K-pop Selection
K-pop Selection é a primeira coletânea japonesa da cantora sul-coreana BoA. Foi lançada exclusivamente no Japão em 3 de abril de 2004 através da Avex Trax. A coleção compreende versões coreanas de canções lançadas pela cantora no Japão. Uma edição especial, subtitulada "Perfect Edition", também foi comercializada e incluía um DVD bônus com os clipes de "No. 1", "Atlantis Princess" e "Milky Way".

## Lista de faixas
| K-pop Selection — Edição padrão |                          |         |  |
| N.º                             | Título                   | Duração |  |
| 1.                              | "No. 1"                  | 3:12    |  |
| 2.                              | "Milky Way"              | 3:19    |  |
| 3.                              | "Listen to My Heart"     | 3:57    |  |
| 4.                              | "Time to Begin"          | 3:36    |  |
| 5.                              | "ID; Peace B"            | 3:58    |  |
| 6.                              | "My Sweetie"             | 3:37    |  |
| 7.                              | "Day"                    | 4:13    |  |
| 8.                              | "Don't Start Now"        | 3:43    |  |
| 9.                              | "Atlantis Princess"      | 3:44    |  |
| 10.                             | "Realize (Stay with Me)" | 4:17    |  |
| 11.                             | "Sara"                   | 3:53    |  |
| 12.                             | "Where Are You"          | 3:47    |  |
| 13.                             | "Come to Me"             | 3:35    |  |
| 14.                             | "Waiting"                | 4:17    |  |
| 15.                             | "The Lights of Seoul"    | 4:26    |  |
| 16.                             | "Amazing Kiss"           | 4:29    |  |
| 17.                             | "Jewel Song"             | 5:22    |  |
| Duração total:                  | Duração total:           | 54:00   |  |